# 權明浩
權明浩（：／ Kwon, Myeong-ho，1961年1月10日—），大韓民國保守派政治人物，現任國會議員。